# Forteresse de Kinbourn
Pour les articles homonymes, voir Kinbourn.
La forteresse de Kinbourn est une forteresse ottomane situé dans l'actuelle Ukraine, sur la flèche de Kinbourn, à l'extrémité occidentale de la péninsule du même nom, dans le sud du pays, sur la mer Noire. Elle faisait partie d'un ensemble de forts protégeant l'embouchure du Dniepr.
La forteresse a été le théâtre de deux batailles en 1787 et en 1855.